# Paul Stocker

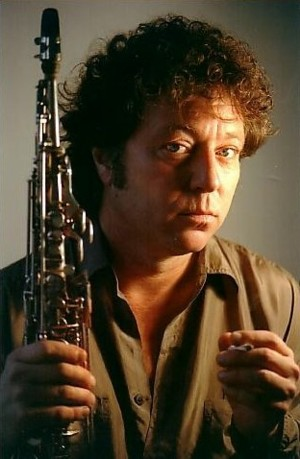
Paul Stocker (2013)

Paul Stocker (* 1952 in Redwood City, Kalifornien; † 26. Juni 2025 in El Ejido, Spanien) war ein amerikanischer Jazzmusiker (Alt- und Sopransaxophon, Bassklarinette, Flöte, Komposition).

## Leben und Wirken
Stocker, der als Musiker Autodidakt war, spielte bereits mit zwölf Jahren in einer R&B-Band. Eric Dolphys Album Out There brachte ihn zum Jazz. Um dem Kriegsdienst zu entgehen, zog er 1970 nach Europa. Zunächst ließ er sich in Spanien nieder, wo er mit Musikern wie Tete Montoliu, Pony Poindexter, Lou Bennett, Billy Brooks, Peer Wyboris, Horacio Fumero, Eric Peter oder Manolo Elías arbeitete. Dann lebte er in Paris, wo er mit François Jeanneau, Howard McGhee, Saheb Sarbib, Jacky Samson und Steve Lacy auftrat. Daneben knüpfte er Kontakte zur Szene in London, wo er mit Mike Osborne, Henry Lowther und Kathy Stobart spielte. Ende der 1970er Jahre zog er nach Amsterdam, wo er zunächst zu den Gruppen von J. C. Tans und Burton Greene gehörte, später auch mit Joe Malinga, Sean Bergin und Gerard Ammerlaan aufnahm. 1985 bildete er mit Jan Kuiper, Niko Langenhuijsen und Pierre Courbois die Formation Compass, die 1987 das Album Sans Titre einspielte.
Ab 1983 leitete Stocker das Maiden Voyage Jazz Orchestra, für das er auch komponierte. Daraus entstand die Paul Stocker Big Band, die auch mehrere Auftritte auf spanischen Jazzfestivals hatte. Ab 2001 war Stocker wieder in Spanien ansässig. In Granada leitete er zwei Quartette, die im ganzen Land spielten, sowie das 13-köpfige Weltmusik-Orchester Dubi Dubi Band. Er gehörte auch zur Lusitania Jazz Machine des Pianisten Javier Arroyo und zur Gruppe Urban Sax.
Neben seiner Arbeit als Solist lehrte Stocker vier Jahre lang am Sweelinck Conservatorium Amsterdam, dann von 1990 bis 2001 an der Universität von Amsterdam. Von 2003 bis 2008 war er künstlerischer Leiter der Escuela de Música Moderna de La Zubia in Granada. In späteren Jahren unterrichtete er in Madrid an der Aula de Músicas. 
Zuletzt lebte Stocker in der Gegend von Berja. Er verstarb am 26. Juni 2025 im Hospital Universitario Poniente in El Eljido.

## Diskografische Hinweise
- Burton Greene Quartet Featuring Paul Stocker Valencia Chocolate (Cat 1985)
- Maiden Voyage Night in Torremolinos (BVHaast 1999, mit Jarmo Hoogendijk, Jelle Schouten, Willem Schoenmaker, Wim Both, David Rothschild, Jan Oosting, Kees Adolfsen, Larry Fishkind, Barry Block, Sean Bergin, Barry Block, Tobias Delius, Rutger van Otterloo, Leo Bouwmeester/Tony Heimer, Wiebe Wilbers, Jacko Schoonderwoerd, Martin van Duynhoven)
- Dubi Dubi Band (2008)
- Dubi Dubi Band Lejos (2011)
- Skylark (Rizoma 2016)